# Semiothisa boliviaria
Semiothisa boliviaria är en fjärilsart som beskrevs av Otto Staudinger. Semiothisa boliviaria ingår i släktet Semiothisa och familjen mätare. Inga underarter finns listade i Catalogue of Life.